# Malattia
Una malattia (o patologia) è una condizione anormale di un organismo vivente, causata da alterazioni organiche o funzionali.

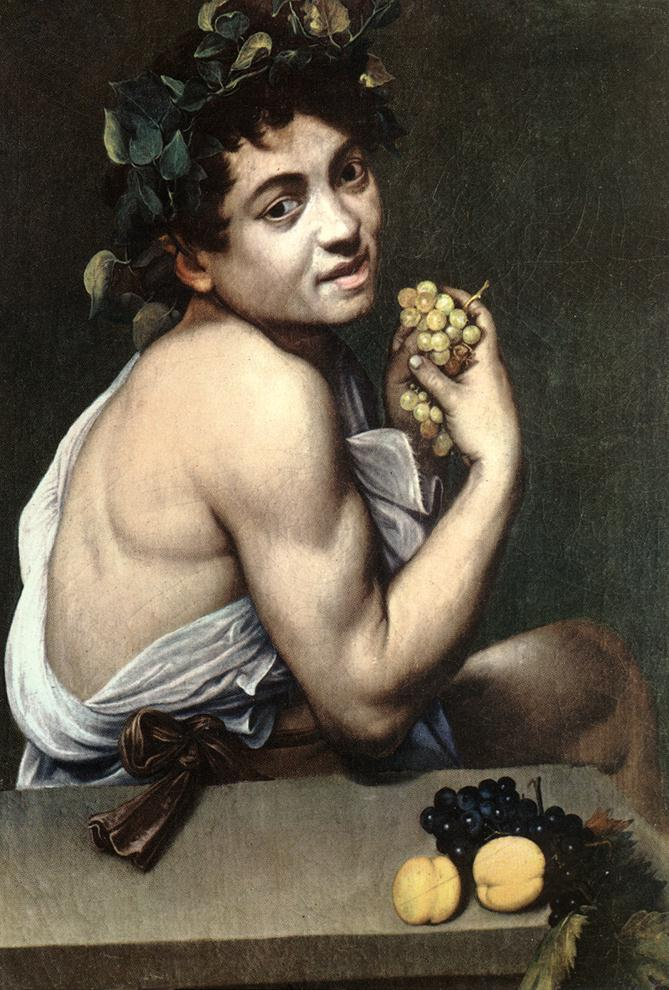
Bacchino malato (olio su tela di Caravaggio, 1594, Galleria Borghese, Roma)

La patologia è la disciplina che si occupa dello studio delle malattie e delle loro basi fisiopatologiche ed epigenetiche. La clinica è la disciplina che congiunge lo studio della patologia con la terapia, allo scopo di risolvere lo stato di malattia e ripristinare la funzionalità normale dell'organismo.

## Concetto
Il concetto implica la considerazione dei concetti di "normalità" e di salute; quest'ultima, per quanto riguarda gli esseri umani, ha una definizione classica reperibile nella Costituzione dell'Organizzazione Mondiale della Sanità.
Si può definire "malattia" l'opposto della salute: un'alterazione dello stato fisiologico di un organismo (comprensivo eventualmente di quello psicologico) capace di ridurre o modificare negativamente le funzionalità normali, unita al complesso delle reazioni fisiologiche che derivano dallo stato patologico. Nella definizione di malattia è fondamentale il principio della transitorietà: ogni patologia ha un termine che può essere rappresentato dalla guarigione dell'organismo, dall'adattamento dello stesso ad una diversa fisiologia (o ad una diversa condizione di vita) o dalla morte.
II termine deriva da quello di "malato", che a sua volta proviene, per crasi ed allitterazione, dal latino "male aptus" traducibile in “malconcio – malmesso”, e da male-actio = mala-azione = malattia indotta per azione errata, dovuta all'ignoranza della mente del soggetto (Ego/IO). Passando poi dal significato etimologico a quello "reale" del termine, vale a dire alla sua definizione, si incontrano non poche difficoltà, poiché si tratta di una di quelle definizioni apparentemente semplici ed agevoli, ma in realtà assai difficili a darsi, specie nella medicina ufficiale.
Quando a parlare di malattia non sono il medico, il malato e le persone intorno al malato, una definizione generica è troppo limitativa, non comprendendosi in essa le dimensioni personali e sociali del fenomeno "malattia". Nella letteratura in lingua inglese da anni si è risolto il problema di questa ambiguità utilizzando il termine disease per la concettualizzazione della malattia da parte del medico, il termine illness per indicare l'esperienza diretta del malato, la dimensione esistenziale/soggettiva, ed il termine sickness per determinare il riconoscimento della persona malata come tale da parte del contesto sociale non medico.
In lingua italiana questa tripartizione non esiste, anche se alcuni storici della medicina (come Mirko D. Grmek) hanno proposto l'uso di neologismi come patia o il riutilizzo innovativo di termini desueti come infermità. Vale allora la pena esplicitare le differenze tra queste tre accezioni.
- Malattia intesa come modello medico: un processo patologico, una deviazione da una norma biologica. Intrinseca in questa definizione vi è una oggettività che permette ai medici di vedere, toccare, misurare il processo patologico. Di solito accompagnata alla malattia come esperienza soggettiva ma non necessariamente.
- Malattia intesa come il vissuto del malato: la sensazione, l'esperienza totalmente personale e soggettiva della perdita della salute. Spesso accompagnata dalla presenza della malattia "oggettiva" ma non necessariamente.
- Malattia intesa come modalità esterna e pubblica dello stato di cattiva salute: malattia come ruolo sociale, status e negoziazione tra il soggetto malato e la società.

Dibattiti etici e morali prendono in considerazione che alcuni stati dell'organismo dovuti alla genetica, come ad esempio la condizione di sterilità, non siano definibili come malattia. Il concetto di malattia deve essere inteso come status e condizione potenzialmente reversibile attraverso l'applicazione di una terapia.
Spesso il marketing farmaceutico ha usato impropriamente il concetto di malattia per pratiche di disease mongering, volte a dilatare l'uso di farmaci indicati nelle "nuove malattie".

## Caratteristiche e cause
Gli stati di alterazione vengono studiati e affrontati, a seconda del campo di applicazione da medici umani, medici veterinari, agronomi, eventualmente specializzati nel settore specifico. Dal punto di vista psicologico, attualmente è considerabile malattia ogni stato di sofferenza in ambito non solo fisico e mentale, ma anche relazionale, familiare, sociale e lavorativo.
Lo stato di malattia può essere dovuto a molte cause diverse: fondamentalmente esse possono essere interne o esterne all'organismo. Tra le cause esterne, tutte le forme di traumatismo, alcuni organismi viventi unicellulari o pluricellulari, virus, sostanze chimiche, fenomeni fisici.
La medicina, nel suo complesso, può essere intesa in diverse modalità di rapporto rispetto alla malattia. Una prima visione è espressa dall'organizzazione mondiale della sanità come "allopatica": la medicina così considerata intende creare condizioni antagonistiche o incompatibili con la malattia stessa.
Il termine "allopatico" o "medicina allopatica", in alcuni casi usato per definire medicine alternative, è in realtà più correttamente utilizzabile per definire la forma di medicina "classica" o tradizionale. Rimane tuttavia un tema ampiamente dibattuto se la medicina tradizionale o classica debba considerarsi un sistema di intervento "ex-post", a posteriori rispetto ad un'alterazione, e quindi un sistema che si attiva dopo l'insorgenza di una malattia, oppure debba agire anche e soprattutto sull'individuo sano per mantenere la condizione di salute (medicina preventiva), o se debba spingersi verso l'obiettivo del potenziamento organismico personale (esempio, la medicina dello sport per il potenziamento fisico, muscolare e aerobico) e il raggiungimento delle massime potenzialità della persona, adottando un sistema di potenziamento fisico e sistemico. Questo approccio si attua intervenendo con metodi soprattutto educativi, alimentari, con l'assunzione di integratori, nutraceutici e cibi che potenziano il sistema immunitario, la pratica di movimento e sport, azione sullo stile di vita, sino a tecniche quali meditazione e qualsiasi altra attività in grado di potenziare il sistema corpo-mente, ad ogni fase di età, senza attendere alcuna insorgenza della malattia. 
Una condizione di "allopatia sistemica" intende rendere l'intero sistema corpo-mente più potente e meno attaccabile dalla malattia. Al contrario, interventi di "allopatia localizzata" agiscono ex-post su specifici distretti corporei, e possono incidere su specifiche patologie incluso il tumore, tramite metodologie come l'incremento del calore interno (ipertermia) in grado di incrementare l'apoptosi (morte cellulare) di cellule cancerose e potenziare l'effetto delle cure oncologiche tradizionali.

## Classificazione
A seconda della loro origine (eziologia), le malattie si possono dividere in grandi famiglie, che presentano tratti comuni in fase di diagnosi e/o terapia.

### Per cause
Una malattia che colpisce l'organismo può essere:
- congenita: le malattie e le malformazioni già presenti nel feto al momento del parto
- stata acquisita tramite contagio (malattie infettive)
- sorta a causa dell'esposizione dell'organismo a determinate radiazioni o sostanze
- dovuta all'accumulo o alla carenza di determinate sostanze nell'organismo (ad es. argiria, scorbuto)

Le malattie genetiche sono malattie causate da un'alterazione del patrimonio genetico (DNA) che, nella maggior parte dei casi sono ereditarie. Non tutte queste patologie sono trasmesse alle generazioni successive in quanto il patrimonio genetico di un individuo può subire modificazioni, mediante fattori esterni (es.: radiazioni nucleari, vaccinazioni, farmaci ecc.), anche dopo la nascita e, se queste mutazioni non coinvolgono le cellule germinali (spermatozoi nel maschio e ovuli nella femmina), la persona che ne è portatore non la trasmetterà ai propri figli. È questo il caso del cancro, malattia genetica in genere non ereditaria. Le malattie genetiche si possono dividere in monogeniche o mendeliane (alterazione di un singolo gene), cromosomiche (alterazione del numero o della struttura di uno o più cromosomi), multifattoriali (concorrono più geni ed intervengono fattori esterni affinché si instauri la malattia); a queste si aggiunge una categoria particolare, quella delle malattie mitocondriali (del mitocondrio).
Una malattia ereditaria viene trasmessa dai genitori ai propri figli, non può essere contratta come se fosse una malattia infettiva. Le acquisizioni scientifiche degli ultimi decenni hanno dato un notevole incremento alle conoscenze delle basi biologiche di molte malattie dette "ereditarie". In particolare, gli studi compiuti sul DNA hanno permesso di individuare i difetti molecolari di numerose malattie genetiche e di mettere a punto test genetici che consentono di effettuare diagnosi precise anche in epoca prenatale. E tuttavia sono ancora molte le malattie genetiche di cui si conoscono le caratteristiche cliniche e le modalità di trasmissione, ma non il difetto molecolare. Ciò implica che, per queste patologie, non siano disponibili test genetici specifici. Esistono inoltre molte malattie genetiche di cui si conosce la modalità di trasmissione e il difetto molecolare, ed è disponibile un test genetico, ma per le quali non esiste ancora una terapia efficace.
Infine, vi sono malattie genetiche definite complesse, che sono quelle maggiormente diffuse nella popolazione generale, come ad esempio il diabete e le malattie cardiovascolari. Queste patologie sono causate da più geni alterati che, insieme a fattori ambientali, contribuiscono allo sviluppo della malattia. Per esse non sono disponibili test genetici specifici.

### Per criterio temporale

#### Malattia acuta
Una malattia acuta è un processo morboso funzionale o organico a rapida evoluzione, cioè comparsa di sintomi e segni violenti in breve tempo e di cui in genere si dà un riscontro causale diretto (ad esempio l'influenza e il virus influenzale). La guarigione in questo caso è molte volte possibile in modo relativamente rapido grazie sia ai meccanismi di difesa insiti nel corpo umano, sia a cure mediche tempestive. Una malattia acuta in un corpo con scarse difese oppure trascurata, o ancora, mal curata può via via diventare malattia cronica (ad esempio un colpo di frusta cervicale può causare, nel tempo, un'artrosi cervicale).

#### Malattia cronica
Una malattia cronica è un processo morboso funzionale od organico a lenta e progressiva evoluzione derivante da una probabile poli-causalità, cioè da più fattori in concatenazione fra loro nonostante il più delle volte ciascuno di essi, preso singolarmente, non causi di solito direttamente la malattia (ad esempio un'artrosi lombare derivante da microtraumatismi, vizzi posturali, obesità, tensioni muscolari anche psicologiche, mal posizioni degli appoggi plantari, eccetera).

### Per frequenza
La maggior parte delle malattie rare è di origine genetica. Le malattie rare possono colpire tutte le aree e i sistemi del corpo umano, e qualche volta anche più di uno divenendo così patologie che necessitano un approccio multidisciplinare. La maggior parte delle malattie rare sono irreversibili e invalidanti, e il paziente deve perciò convivere con i sintomi e le difficoltà per tutta la vita, in alcuni casi fin dalla nascita. In molti casi si parla di patologie rischiose per la sopravvivenza del paziente, che riducono la speranza di vita e che definiscono una limitazione della qualità della vita. Durante il periodo della malattia, il paziente si può spesso ritrovare a soffrire l'isolamento e distacco della comunità in cui vive. Per molte patologie rare sia la diagnosi che il trattamento possono essere problematici.

## Manifestazione
Generalmente, una malattia comporta dei segni e sintomi più o meno evidenti e l'insieme della sintomatologia spesso basta per riconoscere la causa della malattia (es. virus, batteri, condizioni climatiche particolarmente calde/fredde, stress, ecc.)... Per semplici malattie, come un raffreddore, si ricorre spesso ai farmaci di automedicazione, riconoscendone gli ovvi segnali. I sintomi portati da alcuni virus possono inoltre non presentarsi anche per periodi molto lunghi (è, per esempio, il caso dell'AIDS), anche se il contagio (indipendentemente dalla malattia) è sempre possibile.

### Sindrome
Con sindrome si intende, in medicina, un insieme di sintomi e segni clinici (quadro sintomatologico), che può essere dovuto a più malattie o a più eziologie.

### Morbo
Il termine morbo è stato storicamente utilizzato per indicare le malattie a decorso fatale, soprattutto perché sconosciute e quindi incurabili. Non a caso tale dizione veniva associata quasi sempre al nome del medico che l'aveva scoperta o descritta per primo, sia come riconoscimento al primo grande passo verso la terapia, sia perché oggettivamente spesso non si conosceva nulla o quasi nulla dell'eziologia della patologia ed era il sistema più semplice per classificarla. Il termine "morbo" attualmente è un vocabolo in via di abbandono sia per rispetto del malato sia perché di molte malattie è stata trovata l'origine e la cura, così, per citarne alcuni, il Morbo del legionario adesso si nomina legionellosi, il Morbo di Pott, una malattia una volta devastante perché provocava la paralisi totale o parziale e la consequenziale morte per inedia, adesso si chiama spondilite ed è trattabile mediante antibiotici. Per continuità ed uso alcune malattie gravi molto diffuse, (Alzheimer, Parkinson), che però non sono necessariamente tali almeno per un periodo di vita medio, vengono ancora indicate con il termine "morbo" anche nei titoli di pubblicazioni scientifiche ma poi nelle trattazioni vengono correttamente descritte come malattia o sindrome pur essendo ancora non totalmente curabili.